# 11715 Harperclark
11715 Harperclark eller 1998 HA75 är en asteroid i huvudbältet som upptäcktes den 21 april 1998 av LINEAR i Socorro County, New Mexico. Den är uppkallad efter Elizabeth Dee Pauline Harper-Clark.